# Südderby
Als Südderby wird das Fußballspiel zwischen dem FC Bayern München und dem VfB Stuttgart bezeichnet. Diese beiden Vereine gehören zu den erfolgreichsten und gleichzeitig traditionellsten Vereinen in Süddeutschland. Andere Bezeichnungen sind Südschlager, Südgipfel oder Südklassiker.

## Geschichte der Rivalität
Der VfB Stuttgart ist als Gründungsmitglied seit der Saison 1963/64 in der Bundesliga vertreten, während der FC Bayern München zwei Jahre später zur Saison 1965/66 dazu kam. Seitdem sind beide Vereine fast ununterbrochen in der Liga vertreten und konnten mehrfach sowohl die Deutsche Meisterschaft als auch den DFB-Pokal gewinnen. Der FC Bayern München konnte in der Vergangenheit das Derby in der Mehrzahl für sich entscheiden.
Laut des ehemaligen Vorstandsvorsitzenden des FC Bayern München, Karl-Heinz Rummenigge, ist die Partie der beiden Vereine mehr als ein Derby. Deshalb bevorzuge er die Bezeichnung „Süd-Klassiker“. Geprägt ist die Rivalität auch dadurch, dass Spielerwechsel von Stuttgart nach München als unpopulär gelten. So wollte Jürgen Klinsmann erst die Erlaubnis seines Vaters holen, ehe er beim FC Bayern einen Vertrag unterschrieb. Die direkten Wechsel von Giovane Élber, Felix Magath (als Trainer), Mario Gómez, Sven Ulreich, Benjamin Pavard und zuletzt Hiroki Itō waren bei Teilen der Fans ebenfalls umstritten.